# Alice Davies
Alice Davies (* 1870 in Liverpool; † unbekannt) war eine englisch-britische Krankenschwester und Suffragette.

## Leben

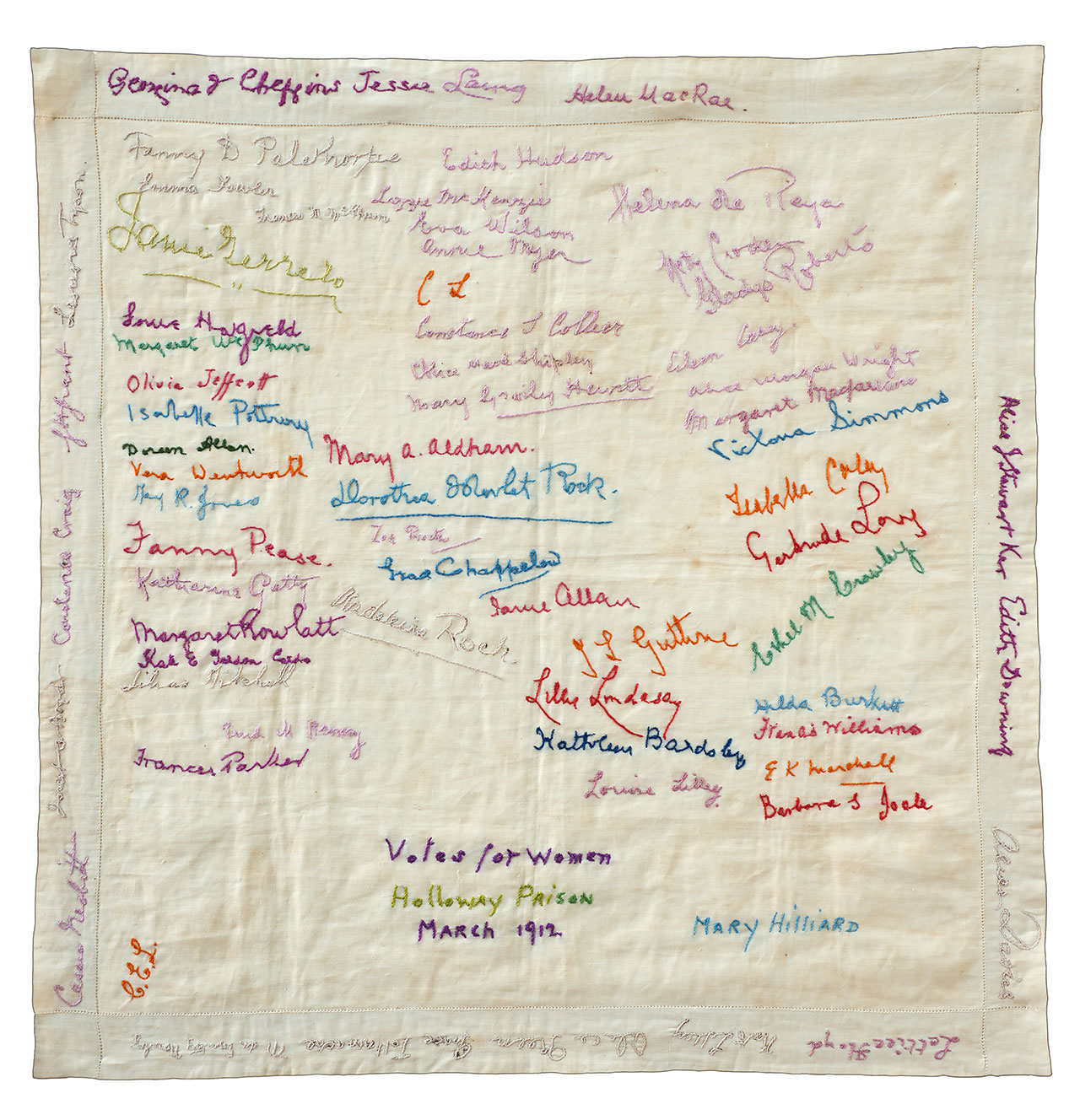
The Suffragette Handkerchief, März 1912, Davies Name rechte Kante, unten

Zu Davies Jugend und Familie ist wenig bekannt. Sie hatte mindestens einen Bruder, da sie die Tante eines Frederick Lesley Stuart Davies war, der im Ersten Weltkrieg im Army Cyclist Corps diente.
Davies trat der Women’s Social and Political Union (WSPU) bei und war von Juni 1910 bis September 1912 die hauptamtliche Organisatorin der Liverpooler WPSU-Zweigstelle. Ihr Amtsantritt und ihre Amtszeit als Nachfolgerin von Ada Flatman war durch
Differenzen in der inhaltlichen Ausrichtung des  Liverpooler WPSU-Zweigs geprägt. Davies versuchte, die vier Zweigstellen in der Region dazu zu bewegen, mehr große Veranstaltungen in geschlossenen Räumen und gesellschaftliche Anlässe abzuhalten, statt wie vor ihr häufig auf der Straße vor Fabriken und in kleineren „At Homes“ in wohlhabenderen Gegenden zusammenzukommen, zudem hatte die WSPU ab November 1910 ihre Militanz für eine gewisse Zeit abgeschwächt. Die Gruppen auf der Cheshire-Seite des Mersey setzten ihre Straßenveranstaltungen mit Rednern aus Liverpool und darüber hinaus fort.  Flatman hatte einen neuen WSPU-Laden als Anlauf- und Werbestelle aufgebaut. Der Laden erwies sich als gewinnbringend, denn in einem Monat kamen 50 neue Mitglieder hinzu und zwischen April und November 1909 wurde ein erheblicher Gewinn erwirtschaftet. Unter Davies war der Laden keine Priorität und lief nicht gut, der jährliche Gewinn aus dem Verkauf von schriftlichem Material sank deutlich, da er mehr zu einem exklusiveren Treffpunkt für Mitglieder wurde. Davies organisierte hingegen Ferienkampagnen im Lake District und setzte Vida Goldstein und Beatrice Harraden aus der nationalen Bewegung ein, um diese zu unterstützen.
Im Jahr 1912 war Davies eine von zweihundert Frauen, die während einer Protestaktion am 1. und 4. März 1912 verhaftet wurden. Es handelte sich dabei um eine zweite Welle von Schaufenstereinwurfprotesten im wohlhabenden Londoner Einkaufsviertel West End, in Knightsbridge, Kensington und Chelsea. Anlass war, dass das Parlament über eine der sogenannten Conciliation Bills debattierte, die einigen wenigen Frauen das Wahlrecht geben sollte, aber auch nicht verabschiedet wurde.
Davies sagte bei ihrem Prozess, dass Frauen entschlossen wären, für die gleichen Rechte zu kämpfen, die auch Männer genössen. Sie wären es leid, als Fremde behandelt zu werden, und würden ihren Kampf fortsetzen, bis sie ihr Ziel erreicht hätten. Davies wurde zu drei Monaten Haft verurteilt und trat in den Hungerstreik. Davies war eine von 68 Frauen, die ihre Unterschrift oder Initialen auf das von den Gefangenen im Holloway Prision im März 1912 beschriftete sogenannte „Suffragetten-Taschentuch“ setzten.
Davies erhielt datiert auf den 4. März 1912 wie andere Suffragetten nach der Gefängniszeit von der WSPU die sogenannte „Hungerstreik-Medaille“ For Valour mit einem Band in den Farben der Bewegung – grün, weiß und violett.
Patricia Woodlock übernahm während ihrer Haft zusammen mit Ada Broughton und Helah Criddle vorübergehend die Organisation des Liverpooler WSPU-Zweigs und erhielt dabei aus den Reihen der Mitglieder Lob für ihren Einsatz als lokale öffentliche Rednerin und vorübergehende Organisatorin.
Die Differenzen waren rein taktisch, nicht persönlich. Viel ihrer lokalen Kolleginnen respektierten sie, auch wenn sie nicht mit ihren Schwerpunkten einverstanden waren. Alice Stewart Ker, die sich zwischen 1911 und 1912 besonders für die Aufrechterhaltung der Öffentlichkeitsarbeit in Wirral eingesetzt hatte, war mit Davies im Holloway Prison und erwähnte sie liebevoll in Briefen an ihre Töchter. Nach ihrer Entlassung veranstalteten die Suffragetten ihr erstes lokales Gartenfest und bereiteten ihr damit einen Empfang, der viel mehr Davies’ Geschmack entsprach als die großen Demonstrationen, die Woodlock und andere Liverpooler Mitglieder bei ihrer früheren Entlassung aus dem Gefängnis erlebt hatten.  Davies versuchte Entgegenkommen und organisierte zum ersten Mal gemeinsam mit zwei anderen Organisationen, der National Union of Women’s Suffrage Societies (NUWSS) und der Conservative and Unionist Women's Franchise Association (CUWFA) eine Kampagnensitzung in der Sun Hall, Liverpool, und baute Beziehungen zur örtlichen Men’s League for Women’s Suffrage und der neu entstehenden Church League for Women's Suffrage auf, aber die Öffentlichkeit konzentrierte sich nur auf die Rolle der CUWFA.
Die Wege von Organisorien und Zweigstelle trennten sich nicht so dramatisch, wie es andernorts der Fall war: Davies führte eine zweite Lake-District-Kampagne durch und nahm dann einen Urlaub, von dem sie nicht zurückkehrte.
Davies zog aus der Gegend weg und nach London. Sie hatte sich der Women’s Tax Resistance League angeschlossen und musste zwei silberne Kerzenständer versteigern lassen, um unbezahlte Steuern zu begleichen, ein Ereignis, das mit einer kleinen Prozession zu den Grosvenor Gardens und Reden, angeführt von der Gründerin der Organisation, Anne Cobden-Sanderson, gefeiert wurde.
Davies gehörte zu den Suffragetten, die im Zuge des Stillhalteabkommens zwischen den militanten Suffragetten und der Regierung zu Beginn des Ersten Weltkriegs begnadigt wurden.
Davies wurde Krankenpflegeschwester in Westminster und diente während des Ersten Weltkriegs im Queen Alexandra's Royal Army Nursing Corps.
Später taucht sie in den Dokumenten zur Frauenwahlrechtsbewegung nicht mehr auf. Das Todesdatum von Davies ist unbekannt.